# Ralph Douglas Kenneth Reye
Ralph Douglas Kenneth Reye (raɪ * 5. April 1912 in Townsville; † 16. Juli 1977) war ein australischer Pathologe und Erstbeschreiber des nach ihm benannten Reye-Syndroms.

## Leben
Reye war das jüngste von neun Kindern. Seine Eltern waren der deutsche Carl Albert Hermann Reye (1862–1942), ein Obsthändler aus dem Schwarzwald und Mabel Mary Reye (geborene Youngson), eine gebürtige Australierin.
Nach Abschluss des Medizinstudiums an der Universität Sydney kam Reye als Assistent an die Abteilung für Pathologie des Royal Alexandra Hospital for Children in Sydney, die für den Rest seines Lebens seine berufliche Heimat darstellen sollte. Im Jahre 1941 wurde er zunächst zum kommissarischen Leiter ernannt, bevor er 1946 dann Direktor der Abteilung für Pathologie wurde.
Am meisten bekannt wurde Reye für die am 12. Oktober 1963 mit Graeme Morgan und Jim Baral publizierte Beschreibung einer bei Kindern auftretende Enzephalopathie mit fettiger Degeneration der Leber, die später seinen Namen tragen sollte. Weniger bekannt ist, dass er als Erster auch einen seltenen gutartigen Weichteiltumor beschrieb, das Fibröse Hamartom der Kindheit.
Weniger als 24 Stunden nach dem Eintritt in den Ruhestand verstarb Reye am 16. Juli 1977 an einem rupturierten Aortenaneurysma. Er hinterließ seine Ehefrau Corrie und eine Tochter.

## Werk
- Histiocytic granulomatosis of infants : a comparison of certain ill-defined reticulo-endothelial hyperplasias, based on the study of four cases. Sydney 1945, OCLC 221218028 (englisch).